# Eduardo Blanco (actor)
Eduardo Blanco (Buenos Aires, 28 de febrero de 1958) es un actor argentino de cine, teatro y televisión.

## Biografía
Tiene ascendencia española por parte de ambos padres, que eran oriundos de la comunidad autónoma de Galicia. Una de sus abuelas está enterrada en el municipio de Lalín, en la provincia de Pontevedra.

## Carrera
Blanco comenzó como actor de teatro bajo la dirección de Norma Aleandro en Cyrano de Bergerac, y posteriormente actuó en obras de William Shakespeare como El sueño de una noche de verano y Macbeth. 
Su debut en cine fue en Victoria 392 (1984), donde conoció y entabló amistad con el director Juan José Campanella y su guionista Fernando Castets. Campanella y Castets se dedicarían más tarde a escribir papeles específicamente para él en una trilogía de películas que tuvo a Ricardo Darín como protagonista y a Blanco como su amigo: El mismo amor, la misma lluvia (1999), El hijo de la novia (2001) y Luna de Avellaneda (2004). Blanco colaboró por quinta vez con Campanella en la serie de televisión Vientos de agua (2006). 
En televisión actuó en la serie Aquí no hay quien viva (2008) y en 2011 participó del ciclo Recordando el show de Alejandro Molina por canal Encuentro.

## Cine
- Mensaje en una botella (2025)
- El vasco (2022)
- Cuando dejes de quererme (2018)
- Paternóster, la otra mirada (2016)
- Kamikaze (2014)
- 20.000 besos (2013)
- Una mujer sucede (2012)
- El pozo (2012)
- La vida empieza hoy (2010)
- Una hora más en Canarias (2010)
- Pájaros muertos (2009)
- Naranjo en flor (2008)
- Un minuto de silencio (2005)
- Tapas (2005)
- El tango de la psicoanalista (2005)
- Luna de Avellaneda (2004)
- Conversaciones con mamá (2004)
- El hijo de la novia (2001)
- El mismo amor, la misma lluvia (1999)
- Victoria 392 (1984)

## Televisión
- Alta mar (2019-2020)
- Se trata de nosotros (2015)
- Entre caníbales (2015)
- Adictos (2011)
- Fronteras (2011)
- Recordando el show de Alejandro Molina (2011)
- Aquí no hay quien viva (2008)
- Vientos de agua (2006)
- Historias de sexo de gente común (2005)
- Franco Buenaventura, el profe (2002)
- El sodero de mi vida (2001)
- Primicias (2000)
- El hombre (1999)
- Por siempre mujercitas (1995-1996)
- Estrellita mía (1987)
- La viuda blanca (1986)
- Duro como la roca, frágil como el cristal (1985)
- El pulpo negro (1985)

## Premios y nominaciones
- Cóndor de Plata 1999 y 2001 como mejor actor de reparto.
- Premio Clarín 2004 como mejor actor de reparto en cine.
- Nominado al Martín Fierro 2006 como mejor actor protagonista de unitario y/o miniserie.